# Martín Arnal Mur
Martín Arnal Mur (Angüés, provincia de Huesca, 12 de noviembre de 1921 - Francia, 21 de octubre de 2021) fue un escritor, libertario, colectivista y guerrillero antifascista centrado en la recuperación de la Memoria histórica. Defensor de las ideas anarquistas y de la reforma agraria, participó en las colectividades agrarias de Aragón y en la resistencia antifascista tras el golpe de Estado militar del año 1936 que provocó la Guerra civil española. Estuvo exiliado en Francia hasta la muerte del dictador Franco.

## Biografía
Nació en Angües (Huesca) el 12 de noviembre de 1921 dentro de una familia de labradores afiliada a la CNT de Aragón y con pocos recursos. Fue el sexto de diez hermanos. A los doce años empezó a trabajar como criado de una familia de Bespén. A los quince participó activamente en la colectividad agraria de Angües para recuperar las cosechas que se perdían después del golpe de Estado del general Franco. Era hermano de dos militantes del grupo 'Bakunin' de la FAI, José y Román, que fueron fusilados en Huesca al comienzo de la guerra. En marzo de 1938, con dieciséis años fue movilizado por el gobierno republicano al Frente de Huesca, para participar en la construcción de fortificaciones y trincheras en Monflorite.
Tras el avance de las tropas franquistas huyó a Francia andando desde Angües pasando por Barbastro, Graus y Benasque. El gobierno francés lo llevó en tren al campo de refugiados de Angulema junto con otros españoles. Salió de allí antes de ser deportado a Mauthausen, (tal y como les sucedió a los que allí se quedaron, a pesar de que los alemanes advirtieron de sus intenciones al gobierno de Franco en reiteradas ocasiones). Regresó a España por Cerbere en febrero de 1939. Pero enseguida tuvo que volver a Francia tras la Retirada. Y como tantas personas en el exilio, que seguían siendo españoles, tuvieron que escuchar las palabras de Ramón Serrano Súñer: "No hay españoles fuera de España".
Estuvo en Perpiñán, en un campo guardado por la caballería francesa y de allí pasó al Campo de concentración de Argelès-sur-Mer donde fue reclutado por el ejército francés. Trabajó en un campo de tiro de Burge donde hacían pruebas con armamento, ellos tenían que situarse cerca de donde iban a explotar los obuses para comprobar que funcionaban bien. Allí estuvo durante 7 meses. En Francia participó en la Resistencia, en la reorganización clandestina de la CNT y en las operaciones de penetración en España: a principios de 1944 se encargaba de vigilar la frontera y reconocer el terreno para el paso de guerrilleros por la zona del Sobrarbe. En noviembre de aquel año tuvo que escapar de noche por el asedio de la Guardia Civil en Saravillo.
Al terminar la guerra mundial fue desmovilizado del ejército francés, en marzo de 1945, y ya se quedó a vivir en Francia. Trabajó cortando leña, en los ferrocarriles y en la construcción como albañil. En Rebanstens conoció a Ángela Salas González. Ella procedía de una familia que emigró a Francia desde Almería por motivos económicos después de la Primera Guerra Mundial y trabajaba en el campo. Se casaron en 1949 y a partir de ahí hizo su vida en Rebastens trabajando de albañil hasta su jubilación a los 63 años. Tuvieron un hijo y dos hijas que viven en Francia. Tras la muerte de Franco en 1975 regresó con Ángela a Angües para vivir, mientras que sus hijos se quedaron a vivir en Francia.
Martín Arnal siguió participando en la difusión de sus ideas anarquistas y fue hasta 2021 uno de los pocos testigos vivos de los tiempos de la guerra civil. Este histórico del anarcosindicalismo aragonés no pedía revancha sino reparación.
En octubre de 2018 se exhumaron los cadáveres de una fosa común en el cementerio de Las Mártires de Huesca lo que permitió el hallazgo de los restos de veintiséis personas, entre ellas su hermano Román, asesinado el 4 de enero de 1937. Los análisis científicos corroboraron que se trataba de Román,. quien había sido detenido la noche del 23 al 24 de julio de 1936 en Angüés junto a veintidós jóvenes más, todos militantes de la CNT; ninguno de ellos regresaría. El 6 de febrero de 2022, tres meses después del fallecimiento de Martín, se procedió al entierro digno de los veintiséis angüesinos asesinados en 1937; desaparecidos en una fosa común durante ochenta y cinco años, Martín Arnal Mur no les dejó caer en el olvido.

## Libros publicados
Publicó tres libros:
- Memorias de un anarquista en Angües. (Raúl Mateo Otal Ed. 2009. Reeditado por Editorial Comuniter en 2017)
- Ecos de un lugar cualquiera. (Editorial Comuniter.2018)
- Sin romper el hilo de nuestra historia (Editorial Zoila Ascasíbar 2021)[11]